# Маслиново
Маслиново (болг. Маслиново) — село в Болгарии. Находится в Хасковской области, входит в общину Хасково. Население составляет 411 человек.

## Политическая ситуация
В местном кметстве Маслиново, в состав которого входит Маслиново, должность кмета (старосты) исполняет Недялко Бойчев Петков («Болгары Хасково») по результатам выборов правления кметства.
Кмет (мэр) общины Хасково — Георги Иванов Иванов (коалиция партий: партия «Родина», демократический союз «Радикалы») по результатам выборов в правление общины.